# Neukirchen bei Sulzbach-Rosenberg

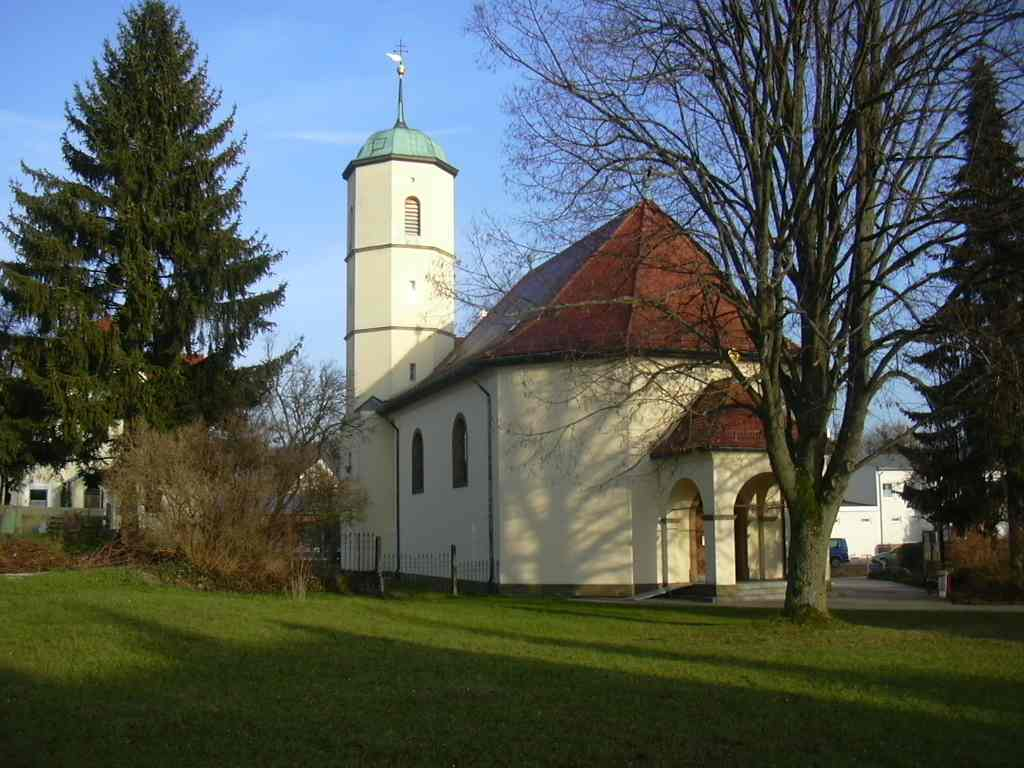
Kościół pw. św. Pawła (St. Paul)

Neukirchen bei Sulzbach-Rosenberg, Neukirchen b.Sulzbach-Rosenberg – miejscowość i gmina w Niemczech, w kraju związkowym Bawaria, w rejencji Górny Palatynat, w regionie Oberpfalz-Nord, w powiecie Amberg-Sulzbach, siedziba wspólnoty administracyjnej Neukirchen bei Sulzbach-Rosenberg. Leży w Jurze Frankońskiej, około 18 km na północny zachód od Amberga, przy linii kolejowej Norymberga – Schwandorf oraz Norymberga - Weiden in der Oberpfalz.

## Dzielnice
W skład gminy wchodzą następujące dzielnice: Blechhof, Büchelberg, Eckenricht, Einzelhof, Erkelsdorf, Ermhof, Fichtelbrunn, Fromberg, Föderricht, Gaisheim, Grasberg, Habres, Haghof, Haid, Holnstein, Hundheim, Hundsboden, Högberg, Knappenberg, Lockenricht, Mirtelhof, Mittelreinbach, Oberlangenfeld, Obermainshof, Oberreinbach, Peilstein, Pfeilstein, Pilgramshof, Rittmannshof, Röckenricht, Schönlind, Stegerhof, Steinbach, Trondorf, Truisdorf, Waldlust.